# Природно-заповідний фонд Надвірнянського району
Перелік природно-заповідних територій та об'єктів Надвірнянського району Івано-Франківської області

## Загальнодержавного значення

### Природні заповідники
Ґорґани

### Національні природні парки
Карпатський (частина)

### Ботанічні заказники
Кливський, Тавпиширківський

### Лісові заказники
Бредулецький

### Орнітологічні заказники
Пожератульський

### Ботанічні пам'ятки природи
Урочище «Тарниці»

### Комплексні пам'ятки природи
Верхнє Озерище

### Дендрологічні парки
Високогірний, Парк партизанської слави

## Місцевого значення

### Ботанічні заказники
Білоославський, Голубічка, Діл, Річанський

### Ландшафтні заказники
Негрова, Фарфанянка

### Лісові заказники
Красна, Потоки, Страгора

### Ботанічні пам'ятки природи
Борсук, Бук лісовий, Буковинка, Вільхівець, Горвіцові яри, Груні, Дебриця, Довбушанський праліс, Дуб звичайний (Зарічанське лісництво), Дуб звичайний (Майданське лісництво), Дуб звичайний (с. Молодків), Дубина, Еталон букового насадження, Еталон буково-смерекового насадження (Довбушанське лісництво), Еталон буково-смерекового насадження (Довжинецьке лісництво), Еталон буково-ялицево-смерекового насадження, Еталон високогірного насадження смереки, Еталон високогірського смерекового насадження, Еталон змішаного буково-смерекового з домішкою ялиці насадження, Еталон змішаного буково-ялицево-смерекового, Еталон змішаного з ялицею і буком смерекового насадження, Еталон змішаного насадження (Бистрицьке лісництво, кв. 20, вид. 12), Еталон змішаного насадження (Бистрицьке лісництво, кв. 69, вид. 10), Еталон змішаного смерекового насадження (Бистрицьке лісництво), Еталон змішаного смерекового насадження (Річанське лісництво, кв. 2, вид. 19), Еталон змішаного смерекового насадження (Річанське лісництво, кв. 48, вид. 16), Еталон змішаного смерекового насадження (Річанське лісництво, кв. 36, вид. 12), Еталон змішаного ялицево-буково-смерекового насадження (Бистрицьке лісництво, кв. 21, вид. 4), Еталон змішаного ялицево-буково-смерекового насадження (Бистрицьке лісництво, кв. 13, вид. 5), Еталон змішаного ялицево-буково-смерекового насадження (Бистрицьке лісництво, кв. 21, вид. 7), Еталон змішаного ялицево-буково-смерекового насадження (Бистрицьке лісництво, кв. 23, вид. 13), Еталон змішаного ялицево-смерекового з домішкою бука насадження, Еталон насадження із смереки гірської, Еталон смереково-букового з домішкою явора насадження, Еталон смереково-букового насадження (Бистрицьке лісництво, кв. 68, вид. 1), Еталон смереково-букового насадження (Бистрицьке лісництво, кв. 69, вид. 11), Еталон смерекового високогірного насадження, Еталон смерекового з домішкою бука і ялиці насадження, Еталон смерекового з домішкою бука насадження, Еталон смерекового з домішкою бука, ялиці насадження, Еталон смерекового з домішкою ялиці насадження (Довжинецьке лісництво, кв. 1, вид. 12), Еталон смерекового з домішкою ялиці насадження (Довжинецьке лісництво, кв. 4, вид. 26), Еталон смерекового з домішкою ялиці насадження (Річанське лісництво), Еталон смерекового насадження, Еталон чисто смерекового високогірського насадження, Еталон ялицево-смерекового з домішкою бука насадження (Максимецьке лісництво), Еталон ялицево-смерекового з домішкою бука насадження (Річанське лісництво), Еталон ялицево-смерекового насадження (Довбушанське лісництво, кв. 36, вид. 5), Еталон ялицево-смерекового насадження (Довбушанське лісництво, кв. 36, вид. 6), Еталон ялицево-смерекового насадження (Довжинецьке лісництво), Еталон ялицево-смерекового насадження (Максимецьке лісництво), Журавлина, Ільм гірський, Келія, Кливка, Кордон, Липи, Лопушанка, Підлісок (Білоославське лісництво, кв. 14, вид. 14, 19, 20), Підлісок (Білоославське лісництво, кв. 14, вид. 21), Плюсове змішане насадження смереки із смереки гірської, Плюсове насадження бука, Плюсове насадження смереки у високогір'ї, Плюсове ялицево-смерекове насадження, Плющ звичайний, Потоки, Прелуки, Псевдотсуга зелена, Ровенька, Садки, Славношора, Смерека звичайна, Спижі, Страгірчик, Тис ягідний (Білоославське лісництво), Тис ягідний (Зарічанське лісництво), Черник

### Геологічні пам'ятки природи
Білий Камінь, Малевський комплекс, Мальовнича скеля, Надвірнянські скелі, Скеля на правому березі ріки Прут

### Гідрологічні пам'ятки природи
Козакова криниця, Солене джерело, Соляне джерело, Студений

### Зоологічні пам'ятки природи
Вільхівець

### Комплексні пам'ятки природи
Добротівські відслонення, Озірна, Під скелями, Скалки

### Дендрологічні парки
Козарів

### Парки-пам'ятки садово-паркового мистецтва
Дендрарій

### Заповідні урочища
Букове, Братковець, Вижній Минець, Вовули, Водичний (Зарічанське лісництво, квартал 14, виділи 10, 11), Водичний (Зарічанське лісництво, квартал 14, виділи 23), Глибокий, Городище, Гропинець, Дощанка, Ельми, Кам'янище, Кіпча, Клива, Комарники, Ксьонзька поляна, Максимець, Малево (Зарічанське лісництво, квартал 7), Малево (Зарічанське лісництво, квартал 9), Окопи, Підрокита, Погар, Полянський, Рафайловець, Рогози (Бистрицьке лісництво, квартал 67), Рогози (Бистрицьке лісництво, квартали 68, 69), Розсіч, Салатрук, Свинарки, Сигольський, Сітний, Тавпіширка, Товстий, Фарфанянка, Хрипелівець, Чорненьке (Любіжнянське лісництво, квартал 5), Чорненьке (Любіжнянське лісництво, квартал 6), Явороватий, Ясенівчик